# Dysoxylum tenuiflorum
Dysoxylum tenuiflorum är en tvåhjärtbladig växtart som beskrevs av Albert Charles Smith. Dysoxylum tenuiflorum ingår i släktet Dysoxylum och familjen Meliaceae. Inga underarter finns listade i Catalogue of Life.